# Івана Йордан
Івана Йордан (нар. 7 червня 1977, Белград, СФРЮ) — сербська співачка.

## Дискографія
- 1999: Svetlost i senke
- 2004: Dvobojne oči
- 2007: Ovaj svet
- 2009: Tango među zvezdama